# Ganna (ciclismo)
La Ganna fu una squadra italiana di ciclismo su strada maschile, attiva nel professionismo in tre distinti periodi dal 1913 al 1953.
Patrocinata dall'azienda varesina di biciclette Ganna, fondata dall'ex ciclista Luigi Ganna, fu attiva come squadra professionistica nell'arco di quattro decenni, venendo invitata a tredici edizioni del Giro d'Italia; i principali risultati arrivarono con Fiorenzo Magni, vincitore del Giro d'Italia 1951 e secondo al Giro 1952, e Severino Canavesi, terzo al Giro 1936, oltre a Ettore Meini, Glauco Servadei e Cesare Del Cancia, tutti vincitori di frazioni nella "Corsa Rosa" negli anni 1930 in maglia Ganna.

## Cronistoria

### Annuario
| Anno | Codice | Nome  | Cat. | Biciclette | Dirigenza |
| ---- | ------ | ----- | ---- | ---------- | --------- |
| 1913 | -      | Ganna | Pro  | Ganna      |           |
| 1914 | -      | Ganna | Pro  | Ganna      |           |
| 1915 | -      | Ganna | Pro  | Ganna      |           |

| Anno | Codice | Nome         | Cat. | Biciclette | Dirigenza |
| ---- | ------ | ------------ | ---- | ---------- | --------- |
| 1931 | -      | Ganna-Dunlop | Pro  | Ganna      |           |
| 1932 | -      | Ganna-Dunlop | Pro  | Ganna      |           |
| 1933 | -      | Ganna        | Pro  | Ganna      |           |
| 1934 | -      | Ganna        | Pro  | Ganna      |           |
| 1935 | -      | Ganna        | Pro  | Ganna      |           |
| 1936 | -      | Ganna        | Pro  | Ganna      |           |
| 1937 | -      | Ganna        | Pro  | Ganna      |           |
| 1938 | -      | Ganna        | Pro  | Ganna      |           |
| 1939 | -      | Ganna        | Pro  | Ganna      |           |

| Anno | Codice | Nome          | Cat. | Biciclette | Dirigenza |
| ---- | ------ | ------------- | ---- | ---------- | --------- |
| 1949 | -      | Ganna-Ursus   | Pro  | Ganna      |           |
| 1950 | -      | Ganna-Superga | Pro  | Ganna      |           |
| 1951 | -      | Ganna-Ursus   | Pro  | Ganna      |           |
| 1952 | -      | Ganna-Ursus   | Pro  | Ganna      |           |
| 1953 | -      | Ganna-Ursus   | Pro  | Ganna      |           |

## Palmarès

### Grandi Giri
- Giro d'Italia

Partecipazioni: 13 (1914, 1932, 1933, 1934, 1936, 1937, 1938, 1939, 1949, 1950, 1951, 1952, 1953)
Vittorie di tappa: 20
1914: 1 (Angelo Gremo)
1932: 2 (2 Ettore Meini)
1933: 5 (2 Ettore Meini, 2 Gerard Loncke, Mario Cipriani)
1934: 1 (Félicien Vervaecke)
1937: 3 (2 Glauco Servadei, Cesare Del Cancia)
1938: 2 (2 Cesare Del Cancia)
1939: 1 (Glauco Servadei)
1951: 1 (Serafino Biagioni)
1953: 4 (3 Fiorenzo Magni, Pietro Giudici)
Vittorie finali: 1
1951: Fiorenzo Magni
Altre classifiche: 0
- Tour de France

Partecipazioni: 0
- Vuelta a España

Partecipazioni: 0